# أبو عوالي
أبو عوالي إحدى قرى مركز أشمون التابع لمحافظة المنوفية بجمهورية مصر العربية. 

## السكان
بلغ عدد سكان أبو عوالي ومنشآتها 9,431 نسمة، حسب الإحصاء الرسمي لعام 2006.